# Федерация на независимите студентски дружества
Федерацията на независимите студентски дружества е неправителствена организация, създадена в края на 1989 г., от студенти от ВУЗ на България.
Организацията е изградена на федеративен принцип, от независими студентски дружества във всеки отделен ВУЗ или факултет. Първото независимо студентско дружество е създадено в Софийския университет на 14 ноември 1989 г. За една година, броя на независимите студентски дружества нараства до 30, и обхваща повечето от университетите в България.

## Създаване
- 14 ноември 1989 – Създава се първото НСД, в малка студентска квартира , където се събират около 20 на души. Учредители са Стелиян Стойчев, Димитър Ганчев, Емил Кошлуков, Станка Желева и др. Присъстват и Пламен Даракчиев и Николай Колев – Босия, като консултанти, а и активисти на  "Подкрепа".[1]
- 17 ноември 1989 - в аулата на Софийски Университет се провежда първото общо/учредително събрание, на което участват около 500 души.
- 23 ноември 1989 – Създава се НСД при ВМЕИ „В. И. Ленин“ – София.
- Учредява се Независим студентски съюз при ВМЕИ – Варна и Независимо студентско дружество при ВМЕИ – Варна
- 5 януари 1990 г. – Създава се ФНСД – федеративна структура на повече от 10 независими студентски дружества. За председател е избран Емил Кошлуков.
- Март 1990 – В София се провежда първия конгрес на ФНСД.

## История
- 7 декември – НСД става съучредител на СДС – Съюз на демократичните сили.
- По инициатива на ФНСД/НСД в лицето на Емил Кошлуков, Мирослав Севлиевски и Петър Курумбашев, и ДКМС се създава програма КуКу - студентска програма в българската телевизия. [2]

- 14 декември 1989 г. НСД/ФНСД организират студентско шествие в София, с искане за отмяна на Член 1 от Конституцията на България, предвиждаща ръководната роля на БКП, и за автономия на ВУЗ. Шествието започва от Народния театър, с около 400 души участници, и достига до Народното събрание към 18 ч. Скоро протестът нараства до над 5 – 8000 души, включващо както студенти, така и много граждани. През мнозинството говорят Емил Кошлуков и Желю Желев, а изпуснатата реплика на Петър Младенов „По-добре е танковете да дойдат..“, става крайъгълен камък за събитията от юни 1990 г.

- 28 декември 1989 – НСД/ФНСД се присъединява към КТ „Подкрепа“ за общонародна стачка с искане за демократизиране на България. Огромното шествие от над 10 000 студенти тръгва от ВИИ „К. Маркс“ преминава през Студентски град, ВМЕИ, ВХТИ, кв. „Изток“, ул. „Драган Цанков“ и достига до Народното събрание.
- 5-6 януари 1990 – няколко НСД създават Федерация на независимите студентски дружества (ФНСД).

- 2 март 1990 – ФНСД организира ново шествие под мотото „Стига демагогия“, което намира широк отзвук в медиите и чуждестранната преса.

- 10 март 1990 – ФНС организира нов протест срещу публикациите на вестник „Работническо дело“.

- 22 – 23 март 1990 г. – ФНСД организира своя първи конгрес. Над 40 НСД от цялата страна участват, приемат устав, цели на организацията и ново ръководство.

- 5 април 1990 г. – ФНСД организира протест пред сградата на ДКМС на ул. „Съборна“ 2, с искане за разпускане на казионната организация и в подкрепа на независимия вече в. Народна младеж.

- 17 април 1990 г. – ФНСД организира протест пред посолството на СССР в София, и пред консулството във Варна. исканията са в подкрепа независимостта на Литва. В демонстрацията се включват около 200 души.

- 22 април 1990 г. – ФНСД организира протест пред паметника на Ленин (заменен от статуя на Света София) в София.

- Май-юни 1990 г. ФНСД активно се включва в Предизборната кампания подпомагайки СДС и издигайки дори свои кандидати за депутати.

- 10 юни 1990 – Членовете на организацията участват като наблюдатели и помощници в първите демократични избори в България.

- 11 юни 1990 г. – Вечерта пред НДК се събират стотици симпатизанти на СДС. Представители на ФНСД (Иван Моров, Захари Николов и др.), предлагат да се направи протест и организира студентска стачка. Присъстващите студенти се отправят към СУ „Св. св. Климент Охридски“, окупират сградата с около 20 – 30 души, и обявяват окупационна стачка.
- 12 юни 1990. ФНСД има своя първи депутат в лицето на Стелиян Стойчев.

- 12 – 13 юни 1990 г. към стачниците се присъединяват и други студенти, вкл. от други университети.

- 14 юни 1990 г. – В телевизионен репортаж е излъчено изказването на Петър Младенов от протеста на ФНСД на 14 декември 1989, в което се чуват думите „По-добре е танковете да дойдат“, което се възприема като открит призив на БКП за военна намеса срещу студентите на България и стачката придобива ново измерение и искания – оставка на Президента/Председател на Републиката Петър Младенов. Протеста става национален с над 10 участващи ВУЗ и около 2000 студенти.
- За 3 седмици протестът се разраства и обхваща всички свери на българското общество. Започват митинги и инициативи в подкрепа на студентите от университетски преподаватели, учители, музиканти, художници, служители на държавни предприятия, пенсионери. Протестите са практически ежедневни в различни градове на страната.
- Нео

- 6 юли 1990 г. Ден след като независима експертиза е доказала, че думите на Петър Младенов са истина, той подава оставка. ФНСД ликува с парад пред БНБ и Царския дворец.
- Септември 1990. ФНСД в сътрудничество с други организации принуждава правителството на БСП да реши някои студентски проблеми. Зала "Универсиада" е върната за управление на студентите. Увеличени са стипендиите и местата в общежитията.
- 17 октомври.  ФНСД организира рок-концерти в София, Варна и Свищов за началото на първата демократична академична година. В София се състоя шествие и прием за политици и дипломати. Президентът и министър-председателят поздравяват студентите в Зала "Универсиада"..
- 1 ноември 1990. ФНСД организира в София факелно шествие по случай Деня на народните будители, български празник, забраняван от комунистическия режим. Това е първото празнуване на Деня на Народните будители, след падането на комунизма[3].
- 5 ноември .ФНСД призовава към активни протестни действия за оставката на Андрей Луканов, министър-председател от БСП.  За първи път по улицата на София се появява протест с празни тенджери, като символ на празните магазини и оскъдицата от стоки. За няколко дни протеста преминава във Втора студентска стачка.
- 8 ноември. Демонстрация в София с искане за незабавна оставка на социалистическото правителство.
- 11-12 януари 1991 . Втори редовен конгрес на ФНСД. Провежда се в Студентския дом на пл. Народно събрание, където представители на 18 дружества обсъждат дейността на Федерацията и избират ново ръководство с председател депутата Стилиян Стойчев.
- 16 януари 1991. ФНСД организира остри протести срещу съветската агресия в Литва и с действия в София и Варна. Протестиращи опаковат барелефа на Ленин в София в знак на протест.
- 1991-1994. ФНСД активно участва в политическата дейност на СДС, като неин член, в процесите на демократизиране на българското общество. През 1991 г започват и все по-активни действия за защита на студентските интереси, паралелно с политическата дейност на организацията.

## Ръководство
Председатели на Федерацията на независимите студентски дружества:
- януари 1990 – март 1990 г.: Емил Кошлуков
- март 1990 – юли 1990 г.: съпредседатели са Гроздан Караджов и Атанас Кирчев. След юли 1990 г. за председател остава само Гроздан Караджов, след като Атанас Кирчев създава алтернативна студентска организация.
- януари 1991 – декември 1991 г.: Стелиян Стойчев
- декември 1991 – Януари 1993 г.: Иван Моров
- януари 1993 – февруари 1994 г.: Андрей Ненов
- март 1993 г.: Пламен Панайотов